# Roztocze kurzu domowego

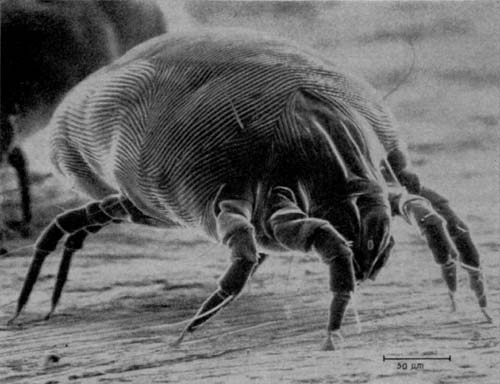
Dermatophagoides pteronyssinus

Roztocze kurzu domowego – grupa saprofitycznych, mikroskopijnych (0,1–0,5 mm długości) pajęczaków z rzędu roztoczy (Acari), żyjących w kurzu domowym i żywiących się głównie naskórkiem, dlatego często spotyka się je między włóknami poduszek, materacy, koców i dywanów.
Do najczęściej występujących należą:
- skórożarłoczek skryty (Dermatophagoides pteronyssinus)
- Euroglyphus maynei
- Dermatophagoides farinae